# ویلیام اسپراگ چهارم
ویلیام اسپراگ چهارم (به انگلیسی: William Sprague IV) سناتور سابق عضو حزب جمهوری‌خواه ایالات متحده آمریکا بود. وی در سال ۱۸۶۳ تا ۱۸۷۵ میلادی سناتور ایالت رود آیلند در سنای ایالات متحده آمریکا بود.